# Sandy Silver
Sidney Alexander "Sandy" Silver (Antigonish, 15 de outubro de 1969) é um político canadense, foi o 9.º premier do território canadense de Yukon, de 2016 a 2023. Ele foi eleito pela primeira vez para a Assembleia Legislativa do Yukon na eleição de 2011, e foi reeleito em 2016. Ele representa o distrito eleitoral de Klondike e foi líder do Partido Liberal de Yukon, tendo sido sucedido por Ranj Pillai.